# Gian Giacomo Caraglio

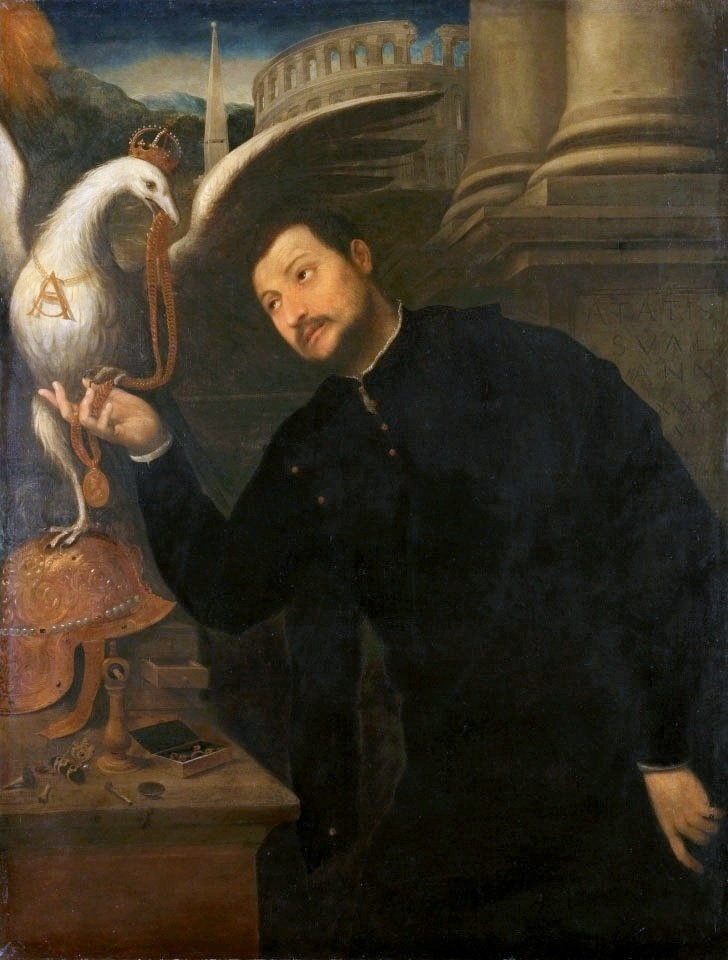
Paris Bordone: Gian Jacopo Caraglio

Gian Giacomo Caraglio, auch Gian Jacopo (* ca. 1500 in Parma oder Verona; † 26. August 1565 in Krakau) war ein italienischer Architekt, Gemmenschneider, Goldschmied Kupferstecher, Medailleur und Zeichner des Manierismus.

## Leben
Caraglio wurde vermutlich in Verona, da er seine Werke oftmals mit „Jacobus Veronensis“ oder „Jacobus Caralius Veronensis“ signierte. Er besaß dort gemeinsam mit seiner Schwester Margherita Caraglio ein Haus. Es existiert auch ein Stich, der mit „Jacobus Parmensis“ bezeichnet ist. Auch Giorgio Vasari berichtete, dass Caraglio in Santi Busseti bei Parma Grundbesitz besaß, er „habe dort Geld angelegt, um bei seiner Rückkehr aus Polen in seinem Vaterland sein Leben beschließen zu können“. Der Name Caraglio kommt auch in Parma des Öfteren vor. Daher ist der Geburtsort nicht eindeutig zuzuordnen. Er gilt als Nachfolger des als Kopisten zahlreicher Werke Raffaels bedeutenden Kupferstechers Marcantonio Raimondi, dessen Schüler er wahrscheinlich war. spätestens 1526 arbeitete er in Rom, wo er einzelne Blätter nach Parmigianino („Anbetung der Hirten“, „Diogenes“, und anderen) anfertigte. Er stach Serien nach Rosso Fiorentino („Herkulestaten“, „Götter“) und Perino del Vaga („Götterlieben“). Seine Stiche wirken weniger plastisch als die Raimondis und betonen die dekorativ bewegte Linie. Sein Stil wurde in der Stechkunst von der Schule von Fontainebleau und in Mantua weiterentwickelt. Pietro Aretino sah Caraglios fein und sorgfältig ausgeführte Stiche teilweise als hochwertiger als die seines Lehrers Marcanton an. Später gab er das Kupferstechen auf und widmete sich den Gemmen, Goldschmiedearbeiten und Medaillen. Er betätigte sich zudem im Bereich der Architektur. Um 1539 berief ihn König Sigismund I nach Polen, um in Krakau als Medailleur zu arbeiten. Er schuf dort zwei Medaillen der Königin Bona Sforza und des Alessandro Pesenti, die er zu Aretino nach Venedig sandte. Er fertigte eine Gemme mit dem Bilde der Königin aus orientalischem Achat, die mit „Jacobu. Veron.“ bezeichnet ist und in Gold gefasst war. Sie kam später in die Sammlung Hope in Holland. Er arbeitete auch als Gemmenschneider König Sigismund August. Für diesen schuf er 1552 einen silbernen Schild. Der König ernannte ihn zum lateinisch eques aureatus (Ritter vom güldenen Sporn) und verlieh ihm ein Wappen, auf dem ein goldener gekrönter Löwe in rotem Felde zu sehen ist. Er erhielt die Erlaubnis dieses als Marke auf seinen Werken zu verwenden. Caraglio erhielt zudem die Bürgerrechte der Stadt Krakau und erwarb dort ein Grundstück. 1557 reiste er für einen Besuch zu Olbracht Laski nach Kesmark in Ungarn. Er kehrte nicht nach Italien zurück, sondern blieb bis zu seinem Tod im August 1565 in Krakau. In der älteren Literatur findet sich auch die Angabe, er sei 1570 auf seinem Landgut in Parma verstorben.
Caraglio war mit Catherina, einer Frau aus Krakau, verheiratet, mit der er einen Sohn Lodovico hatte. Er hatte auch eine uneheliche Tochter Catharina.

## Werke (Auswahl)

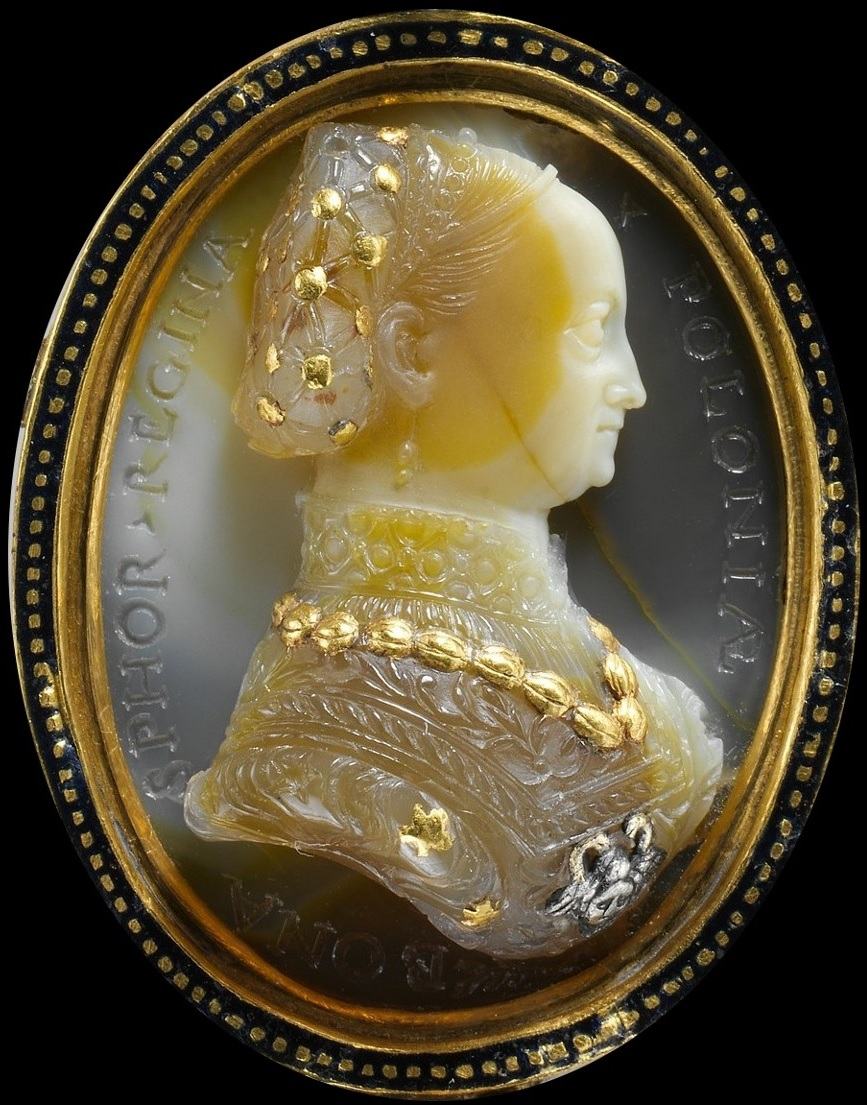
Medaillon Bona Sforza

- Merkur und Herse (aus der Serie Götterlieben)
- Die große Schlacht nach Raffael
- Diogenes vor seinem Fasse nach Parmesano
- Die Verkündigung nach Tizian
- Merkus und Herse
- Venus und Mars von Vulkan überrascht, 1550[5]